# Кондінська сільська рада
Ко́ндінська сільська рада (рос. Кондинский сельский совет) — сільське поселення у складі Шатровського району Курганської області Росії.
Адміністративний центр — село Кондінське.
Населення сільського поселення становить 826 осіб (2017; 972 у 2010, 1241 у 2002).

## Склад
До складу сільського поселення входять:
| Населений пункт    | Населення, осіб (2002) | Населення, осіб (2010) |
| ------------------ | ---------------------- | ---------------------- |
| Кондінське, село   | 604                    | 489                    |
| Могилева, присілок | 276                    | 183                    |
| Поротова, присілок | 103                    | 104                    |
| Смолина, присілок  | 258                    | 196                    |